# Nagiso
Nagiso (南木曽町?) è una cittadina giapponese della prefettura di Nagano.